# Esarcato arcivescovile di Luc'k
L'esarcato arcivescovile di Luc'k (in latino Exarchatus Luceoriensis Ucrainorum) è una sede della Chiesa greco-cattolica ucraina. Nel 2022 contava 4.211 battezzati. È retto dal vescovo Josafat Oleh Hovera.

## Territorio
L'esarcato arcivescovile comprende le oblast' di Volinia e di Rivne nella parte nord-occidentale dell'Ucraina.
Sede dell'esarca è la città di Luc'k, dove si trova la cattedrale della Natività della Vergine Maria.
Il territorio è suddiviso in 28 parrocchie.

## Storia
L'esarcato arcivescovile è stato eretto il 15 gennaio 2008 ricavandone il territorio dall'arcieparchia di Kiev. A Luc'k fino al 1839 era presente un'eparchia, che era fra le sedi passate all'unione con la Chiesa cattolica negli anni dell'Unione di Brest (1596).

## Cronotassi dei vescovi
Si omettono i periodi di sede vacante non superiori ai 2 anni o non storicamente accertati.
- Josafat Oleh Hovera, dal 15 gennaio 2008

## Statistiche
L'esarcato arcivescovile nel 2022 contava 4.211 battezzati.
| anno | popolazione | popolazione | popolazione | presbiteri | presbiteri | presbiteri | presbiteri                | diaconi | religiosi | religiosi | parrocchie |
| anno | battezzati  | totale      | %           | numero     | secolari   | regolari   | battezzati per presbitero | diaconi | uomini    | donne     | parrocchie |
| ---- | ----------- | ----------- | ----------- | ---------- | ---------- | ---------- | ------------------------- | ------- | --------- | --------- | ---------- |
| 2008 | 4.000       | ?           | ?           | 10         | 5          | 5          | 400                       | 1       | ?         | ?         | 14         |
| 2010 | 2.760       | ?           | ?           | 21         | 13         | 8          | 131                       |         | 10        | ?         | 21         |
| 2011 | 2.800       | ?           | ?           | 21         | 13         | 8          | 133                       |         | 10        | ?         | 23         |
| 2012 | 2.800       | ?           | ?           | 21         | 13         | 8          | 133                       |         | 10        | ?         | 24         |
| 2015 | 3.262       | ?           | ?           | 27         | 15         | 12         | 120                       | 1       | 14        | 6         | 28         |
| 2018 | 4.081       | ?           | ?           | 33         | 20         | 13         | 123                       |         | 14        | 7         | 27         |
| 2020 | 4.286       | ?           | ?           | 37         | 25         | 12         | 115                       |         | 14        | 10        | 27         |
| 2022 | 4.211       | ?           | ?           | 38         | 27         | 11         | 110                       |         | 11        | 11        | 28         |